# Grottrallar
Grottrallar (Nesotrochidae) är en utdöd fågelfamilj inom ordningen tran- och rallfåglar som tidigare förekom i Västindien. Familjen omfattar ett släkte – Nesotrochis Wetmore,1918 – med tre beskrivna arter:
- Antillergrottrall (Nesotrochis debooyi)
- Hispaniolagrottrall (Nesotrochis steganinos)
- Kubagrottrall (Nesotrochis picapicensis)

Taxonomin kring grottrallar var länge oklar och de troddes höra till familjen rallar, tills Oswald m.fl. (2021) med hjälp av DNA-analyser visade att grottrallarna var närmare släkt med dunrallar och yxnäbbar. Vidare fylogenetiska analyser av Stervander m.fl. (2025) fastslog att grottrallarna utgjorde en systergren till de likaledes utdöda yxnäbbarna och de tilldelades familjestatus.